# معاملة المثليين في ألاغواس
يتمتع الاشخاص المثليون والمثليات ومزدوجو التوجه الجنسي والمتحولون جنسياً (اختصاراً: مجتمع الميم) في الولاية البرازيلية ألاغواس بالحقوق القانونية ذاتها التي يتمتع بها غيرهم من المغايرين جنسيا.

## الاعتراف القانوني بالعلاقات المثلية
في 6 يناير 2012، حكمت محكمة ألاغواس لصالح تقنين زواج المثليين في جميع أنحاء ولاية ألاغواس، وكانت أول ولاية برازيلية تقنن ذلك.